# Luke Sikma
Lucas Clayton "Luke" Sikma (Bellevue, Washington, 30 de julio de 1989) es un jugador de baloncesto estadounidense que actualmente se encuentra sin equipo. Con 2,03 metros de altura, juega en la posición de ala-pívot.

## Biografía

### Inicios
Inició su carrera como baloncestistas en la Bellevue High School de su ciudad natal. Posteriormente se marchó a la Universidad de Portland donde se convirtió en uno de los jugadores más importantes del equipo. Su último año de universitario promedió unas medias de 12,9 puntos y 10,5 rebotes

### España
En la temporada 2011/12 se marcha a Europa tras fichar por el UB La Palma de la LEB Oro de España. Con el equipo canario, al que ayudó a entrar en los play-offs por el ascenso a la ACB, firma unas medias de 12 puntos y 7,6 rebotes finalizando la temporada regular como el séptimo jugador más valorado de la liga.
La temporada 2012/13 se compromete por un año con el Ford Burgos, también de LEB Oro. En la temporada 2013/14 volvía a las Islas Canarias para estrenarse en ACB con el CB Canarias de San Cristóbal de La Laguna. En la temporada 2016/17 ganó la Liga ACB con el Valencia Basket después de ganar al Real Madrid en la final por 3-1. Además, en esa misma temporada, quedó subcampeón de la Copa del Rey y la Eurocup.

### Alemania
En julio de 2017 fichó por el Alba Berlín de la Basketball Bundesliga.

### Grecia
El 13 de julio de 2023, firma por el Olympiacos BC de la A1 Ethniki griega. 

## Vida personal
Es hijo de Jack Sikma, siete veces All-Star de la NBA.